# 广东酒饼簕
广东酒饼簕（学名：Atalantia kwangtungensis），为芸香科酒饼簕属下的一个种。

## 扩展阅读
維基物種上的相關：广东酒饼簕